# Ceratina fulvofasciata
Ceratina fulvofasciata là một loài Hymenoptera trong họ Apidae. Loài này được Ducke mô tả khoa học năm 1908.